# Antônio Americano do Brasil
Antônio Americano do Brasil (Silvânia, 28 de agosto de 1892 - Luziânia, 20 de abril de 1932) foi um médico, militar, político, folclorista e escritor brasileiro do estado de Goiás. É patrono nas Academias Goiana e Goianiense de Letras.

## Biografia
Desde cedo, estudou nas escolas mantidas pelos seus pais em Silvânia (GO). Em 1911 ingressou, no Rio de Janeiro, no curso de Medicina, formando-se em 1917. Voltando para o estado natal, dá início à carreira política e atinge a patente de capitão do corpo médico do Exército.
Foi Secretário de Interior e Justiça do governo do desembargador João Alves de Castro.
Por conta de envolvimentos amorosos, é assassinado em Luziânia pelo agrônomo Aldovrando Gonçalves.

## Jornais e revistas de que participou
- Imparcial: (1917) Em Questiúnculas, respondendo questões sobre a língua portuguesa;
- A Informação Goiana: (1917) Revista em que lança com Henrique Silva, destinada a divulgação do Estado de Goiás;
- Correio Oficial: (1918);
- Jornais de Vila Boa: (1918);
- Instituto Histórico e Geográfico Brasileiro: (1920) resumo histórico da História de Goiás publicado no I Centenário da Independência, como parte do Dicionário Histórico, Geográfico e Etnológico do Brasil;
- Araguary: (1926) com produções literárias e polêmicas, batendo-se com os jornalistas do jornal  Democrata, de Vila Boa, às ordens de Antônio Ramos Caiado;
- Voz do Povo: (1927) colaborador;
- Revista da Academia Brasileira de Letras: (1929) colabora com levantamentos folclóricos.

## Homenagens
O escritor dá nome à cidade de Americano do Brasil, sendo ainda Patrono na Academia Goiana de Letras (Cadeira 9) e na Academia Goianiense. (Cadeira 23). 
Em Silvânia, Goiás, sua terra natal, uma grande praça foi construída e batizada com o nome de Americano do Brasil em sua homenagem. Além de existir um centro educacional com o seu nome. Centro Educacional Americano do Brasil. 
Em Vianópolis, também no interior de Goiás, cidade que originou se a partir do desmembramento do município de Silvânia, existe um colégio estadual com o nome de Americano do Brasil.￼